# Aachener Friedenspreis

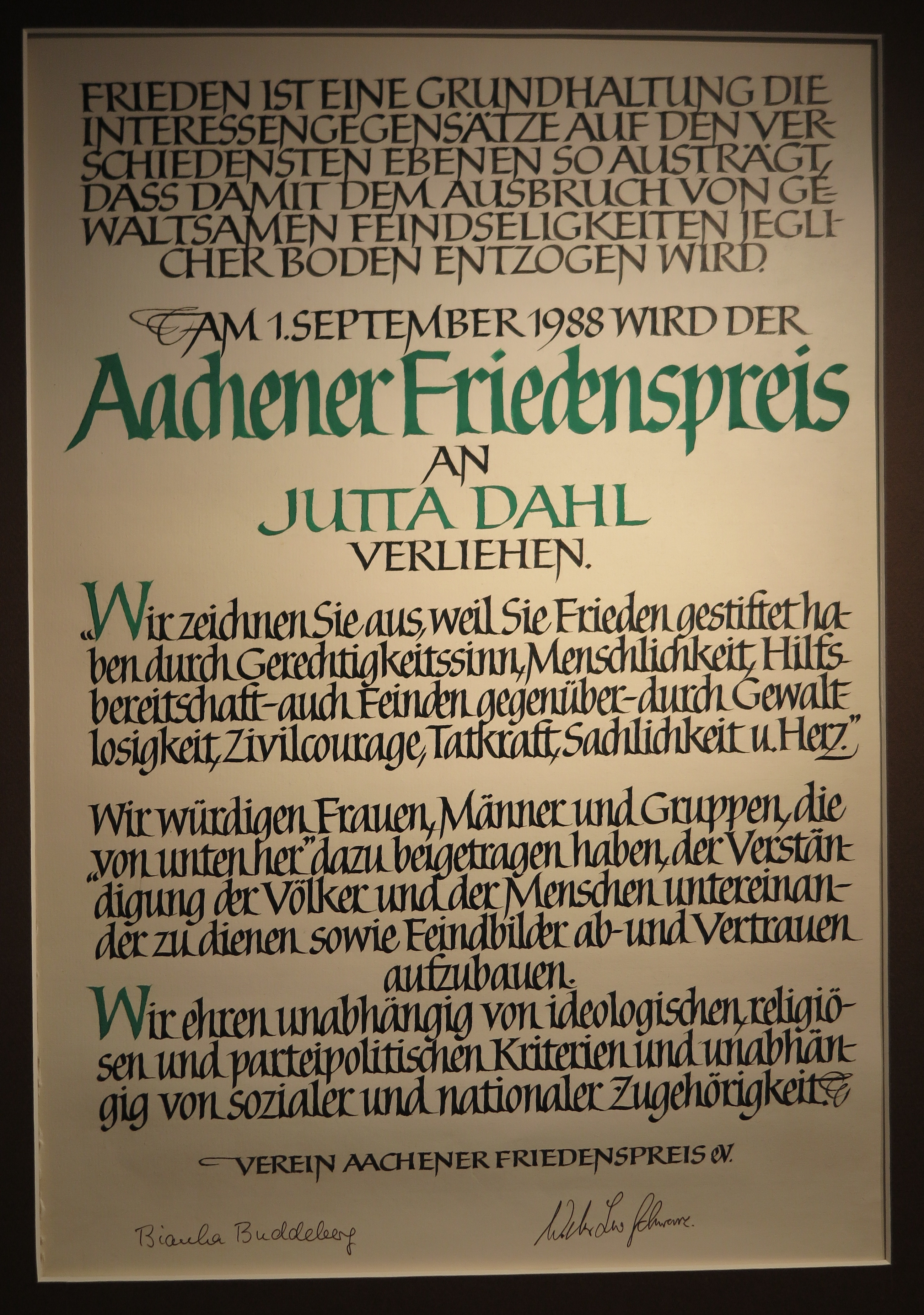
Urkunde des Aachener Friedenspreises 1988 für Jutta Dahl

Aachener Friedenspreis ist der Name sowohl eines 1988 gegründeten Vereins mit Sitz in Aachen als auch einer Auszeichnung dieses Vereins.
Einer der Anlässe für die Gründung war die stark umstrittene Auszeichnung Henry Kissingers mit dem Karlspreis 1987.
46 Personen haben den Verein gegründet. Zweck des Vereins ist die Würdigung von Personen oder Gruppen, die von „unten her“ dazu beigetragen haben, der Verständigung der Völker und der Menschen untereinander zu dienen sowie Feindbilder ab- und Vertrauen aufzubauen. Die Preisverleihung und die Preisträger sind an keine Nation, Religion oder Ideologie gebunden. Der Verein sieht sich als städtische Bürgerinitiative. Von 1988 bis 1997 war Pfarrer Albrecht Bausch Vereinsvorsitzender und prägte die Arbeit des Vereins stark.
Die Preisverleihung findet jährlich im Anschluss an die Demonstration zum Antikriegstag am 1. September als öffentliche Feier in der Aula Carolina statt.
Heute gehören dem Verein ca. 400 Mitglieder an, darunter rund 350 Einzelpersonen, sowie etwa 50 Organisationen. Unter diesen die Stadt Aachen, die DGB-Region NRW Süd-West, die katholischen Organisationen Misereor und Missio (letztere mit ruhender Mitgliedschaft), die in Aachen ihren Hauptsitz haben, der Diözesanrat der Katholiken im Bistum Aachen, der evangelische Kirchenkreis Aachen, zahlreiche weitere kirchliche Organisationen, der SPD-Unterbezirk, der Kreisvorstand der Grünen und Die Linke in der Städteregion Aachen.
1996 beschloss der von einer Koalition von SPD und Grünen dominierte Rat der Stadt Aachen den Beitritt zum Verein. 1999 trat die Stadt mit den Stimmen der damaligen CDU- und FDP-Mehrheit wieder aus. 2004 beschloss der Rat der Stadt Aachen, nun wieder mit SPD- und Grünen-Mehrheit, einstimmig den Wiedereintritt in den Verein.

## Preisträger
Die Satzung des Aachener Friedenspreis e. V. sieht keine Unterscheidung zwischen nationalen und internationalen Preisträgern vor. Das Preisträgerwahlverfahren auf der Mitgliederversammlung des Vereins lässt auch kaum die gezielte Aufteilung in einen Preisträger aus dem Inland und einen aus dem Ausland zu. Falls sich aber eine solche Verteilung ergibt, wird oftmals die Begrifflichkeit nationaler und internationaler Preisträger verwendet.
| Jahr | Nationale Preisträger | Internationale Preisträger |
| ---- | --- | --- |
| 1988 | Werner Sanß Jutta Dahl | — |
| 1989 | Joseph Rossaint | Danuta Brzosko-Mędryk (Polen) |
| 1990 | Neusser Medizin-Forschungsteam Vera Wollenberger                                                                                             | — |
| 1991 | Herbert Kaefer | Women in Black (Israel) |
| 1992 | Kerstin und Thomas Meinhardt für die Projektgruppe Rüstungsexport, Idstein                                                                   | Menschenrechtsinitiative COPADEBA (Lateinamerika) |
| 1993 | Netzwerk Friedenssteuer, Günter Lott und Reinhard Egel                                                                                       | Jean-Bertrand Aristide (Haiti) |
| 1994 | Emmaus-Gemeinschaft in Köln | Kailash Satyarthi und SACCS (Indien) |
| 1995 | Ludwig Baumann | Leyla Zana (Türkei) |
| 1996 | Connection e. V. | Olisa Agbakoba (Nigeria) |
| 1997 | Gemeinschaftshauptschulen Eschweiler-Dürwiß und Aretzstraße – Aachen                                                                         | Gush Shalom mit Uri Avnery (Israel) |
| 1998 | Walter Herrmann und Unterstützer der Kölner Klagemauer                                                                                       | IFCO / Pastors for Peace (Lateinamerika) |
| 1999 | Wanderkirchenasyl in Nordrhein-Westfalen | Peace Brigades International |
| 2000 | Aktion Noteingang | Reconstruindo a Esperança (Mosambik) |
| 2001 | Pro Asyl e. V. | Kazuo Soda (Japan) |
| 2002 | Bernhard Nolz | Barbara Lee (USA) |
| 2003 | Initiative Ordensleute für den Frieden | Reuven Moskovitz und Nabila Espanioly (Israel) |
| 2004 | — | Eren Keskin (Türkei) und Komitee der Soldatenmütter in Sankt Petersburg (Russland) |
| 2005 | Hanne Hiob | Roy Bourgeois (USA) |
| 2006 | Hilfe für Menschen in Abschiebehaft Büren e. V.                                                                                              | — |
| 2007 | Josef Steinbusch, Gründer Kinderzirkus „Pinocchio“ des Aachener Netzwerks                                                                    | Friedensgemeinde San José de Apartadó (Kolumbien) |
| 2008 | Andreas Buro, Förderer der deutschen Friedensbewegung                                                                                        | Machsom Watch, eine israelisch/palästinensische Menschenrechtsgruppe, sowie Mitri Raheb (Palästina)                                                                                                 |
| 2009 | Berliner Compagnie, Alternatives Tourneetheater                                                                                              | Zdravko Marjanović, bosnisch-serbischer Friedensaktivist |
| 2010 | Austen Peter Brandt und Phoenix e. V., nachhaltige Verringerung des Rassismus                                                                | Marco Arana (Peru) |
| 2011 | Informationsstelle Militarisierung und Jürgen Grässlin                                                                                       | |
| 2012 | Borderline europe – menschenrechte ohne grenzen e. v. (Elias Bierdel)                                                                        | Alejandro Cerezo Contreras |
| 2013 | Erste „Schulen ohne Bundeswehr“ : Robert-Blum-Gymnasium, Käthe-Kollwitz-Schule (Offenbach)                                                   | Internationale Schule Dohuk, Irak (Kurdengebiet) für ihre Friedensarbeit mit Schülern aller Ethnien und Religionen                                                                                  |
| 2014 | Lebenslaute Klassische Musik – politische Aktion                                                                                             | Code Pink (USA) von Frauen initiierte Graswurzelbewegung für Frieden und soziale Gerechtigkeit |
| 2015 | — | Rakotonirina Mandimbihery Anjaralova, Lumbela Azarias Zacarias und Balorbey Théophilius Oklu (Madagaskar) und Erzbischof Dieudonné Nzapalainga und Imam Kobine Layam (Zentralafrikanische Republik) |
| 2016 | Bürgerinitiative Offene Heide | Komitee der Wissenschaftler für den Frieden |
| 2017 | Jugendnetzwerk für politische Aktionen (JunepA), Initiative gegen Atomwaffen, Rüstungsexporte und Freihandel sowie für den Klimaschutz       | No MUOS, Initiative, die seit 2008 die Schließung von Sendeanlagen (MUOS) auf einem US-Militärstützpunkt auf Sizilien fordert                                                                       |
| 2018 | Peng!-Kollektiv aus Berlin | Concern Universal Colombia aus Kolumbien, vertreten durch die Geschäftsführerin Siobhan McGee und den Programmleiter Jaime Bernal                                                                   |
| 2019 | Initiativkreis gegen Atomwaffen (Cochem-Zell) und die Kampagne „Büchel ist überall – atomwaffenfrei.jetzt“                                   | Der nominierte Ruslan Kotsaba (Ukraine) hat am 22. Mai 2019 auf die Auszeichnung verzichtet, daher wird die für Juni 2019 geplante Aufhebung der Nominierung obsolet.                               |
| 2020 | — | Père Antoine Exelmans und Centro Gaspar Garcia de Direitos Humanos (Zentrum für Menschenrechte Gaspar garcia) aus Brasilien                                                                         |
| 2021 | Initiative 19. Februar Hanau und Bildungsinitiative Ferhat Unvar (beide gegründet von Angehörigen der Opfer nach dem Anschlag in Hanau 2020) | Women’s Interfaith Council (WIC) aus Kaduna in Nigeria |
| 2022 | Holger Rothbauer, Menschenrechtsanwalt, Tübingen                                                                                             | Mwatana for Human Rights (Nichtregierungsorganisation) aus Sanaa, Jemen |
| 2023 | — | Feminist Anti-War Resistance (Russland) und Human Rights Defenders Fund (Israel) |
| 2024 | Omas gegen Rechts | Youth Initiative for Human Rights (YIHR) |

## Auswahlverfahren
Jedes Mitglied des Aachener Friedenspreis e. V. ist berechtigt, Vorschläge für Preisträger einzureichen. Externe Personen oder Organisationen können ebenfalls Vorschläge einreichen, die jedoch nur behandelt werden, wenn ein Mitglied des Vereins den Vorschlag übernimmt. Über die gesamten eingegangenen Vorschläge stimmt zunächst der Vorstand ab. Die fünf Vorschläge mit dem besten Ergebnis im Vorstand werden, sofern mindestens zwei Drittel des Vorstands den Vorschlag befürworten, der Mitgliederversammlung vorgelegt. Die Mitgliederversammlung wählt aus den fünf Vorschlägen des Vorstands dann zwei aus, die allerdings auch in der Mitgliederversammlung eine Zwei-Drittel-Mehrheit benötigen. Kommt keine Zwei-Drittel-Mehrheit für den Vorschlag mit dem zweitbesten Ergebnis zustande, so wird nur ein Preisträger ausgezeichnet. Dies geschah bisher jedoch nur einmal im Jahr 2006. Eine Unterscheidung zwischen nationalen und internationalen Preisträgern gibt es im Wahlverfahren nicht. Die neuen Preisträger werden jeweils am 8. Mai verkündet.

## Probleme mit Preisträgern
Die Kölner Klagemauer und ihr Initiator Walter Herrmann, Preisträger 1998, erklärten 2012 den Austritt aus dem Verein Aachener Friedenspreis. Vorausgegangen war ein Streit innerhalb des Vereins über den Wunsch mehrerer Mitglieder, sich von Herrmann zu distanzieren. In den Aachener Nachrichten schrieb Gerald Eimer dazu, Herrmann habe „antisemitische und israelfeindliche Karikaturen“ an der Kölner Klagemauer ausgehängt. Hermann hatte das Foto einer Demonstrantin, die eine antiisraelische Karikatur hochhält, dort aufgehängt und wurde vom Schauspieler Gerd Buurmann wegen Volksverhetzung angezeigt. Die Ermittlungen gegen Herrmann wurden eingestellt.
Die Hulda-Pankok-Gesamtschule in Düsseldorf lehnte den Preis, der ihr 2013 zuerkannt werden sollte, ab. Man wolle sich nicht „für politische Statements missbrauchen lassen“, die für preiswürdig empfundenen Umstände träfen nicht zu.
Am 8. Mai 2019 gab der Vereinsvorstand bekannt, dass der diesjährige Friedenspreis an den westukrainischen Blogger und Aktivisten Ruslan Kotsaba gehen solle. Nach Recherchen des Autorenblogs Salonkolumnisten hatte Kotsaba in einem Video den Holocaust nicht nur verharmlost, sondern den Juden selbst die Schuld daran gegeben. Im Wortlaut (nach einer Übersetzung von Boris Reitschuster):

„Die Juden erinnern sich an diese Periode [gemeint ist der Holocaust] vermutlich mit Trauer, daran, wie sie wie Schafe dahinliefen und zu Tausenden erschossen wurden, obwohl sie nur von ein, zwei Maschinengewehrschützen bewacht wurden, obwohl sie doch mit ihren Körpermassen jeden Konvoi hätten erdrücken können. Aber sie spürten eben, dass sie eine Strafe zu verbüßen haben, dafür, dass sie den Nationalsozialismus heranzüchteten, den Kommunismus heranzüchteten.“

Nachdem zunächst das Vorstandsmitglied des Vereins, Lea Heuser, von einer „Manipulation“ an dem Video gesprochen hatte, gab Kotsaba wenig später zu, diese Äußerungen getätigt zu haben, wobei er behauptete, dass die Äußerungen aus dem Kontext gerissen seien und er sich zudem von dem Inhalt inzwischen distanziere. Der Vereinsvorstand sowie der Bundestagsabgeordnete Andrej Hunko (Die Linke) hielten die Äußerungen zwar für „völlig inakzebtabel“, wollten jedoch zunächst an der Preisverleihung festhalten. Die Begründung lautete: Kotsaba habe sich von einem Vertreter „fragwürdiger politischer Positionen“ und einem Unterstützer des Euromaidan, der letztendlich zum Krieg in der Ostukraine geführt habe, zu einem „entschlossenen Kriegsgegner und Pazifisten“ gewandelt. Diese Aussage, die auf der Facebook-Seite des Vereins stand, löste heftige Kritik unter Anhängern des Euromaidan und Gegnern des ostukrainischen Separatismus aus, weil Hunko damit den Eindruck erweckte, als sei der Antisemitismus ein Merkmal der ukrainischen Unabhängigkeitsbewegung. Die Stellungnahme wurde nach wenigen Stunden wieder gelöscht. Am 10. Mai 2019 gab der Vereinsvorstand bekannt, dass er seine Entscheidung zur Preisvergabe an Kotsaba widerrufe. Dieser Beschluss wurde von der Mitgliederversammlung bestätigt. Kotsaba teilte am 22. Mai 2019 mit, dass er auf die Auszeichnung verzichte.

## Weitere Aktionen
Über die Preisverleihungen hinaus wird der Verein im Sinne seiner Mitglieder auch politisch aktiv. So erstattete der Verein im November 2006 – unter Berufung auf das Weißbuch der Bundeswehr – gegen Bundeskanzlerin Angela Merkel und Verteidigungsminister Franz Josef Jung Strafanzeige wegen „Vorbereitung der Bundeswehr zu Angriffskriegen“. Der Verein initiierte damit eine breite Berichterstattung. Die Generalstaatsanwaltschaft lehnte eine Verfolgung der in der Strafanzeige erhobenen Vorwürfe ab.
Der Verein gehört der Kooperation für den Frieden an.